# ГЕС Тана-Белес (Белес II)
ГЕС Тана-Белес (Белес II) – гідроелектростанція в Ефіопії. Використовує деривацію ресурсу із озеро Тана (дренується Блакитним Нілом) до річки Белес (права притока Блакитного Нілу). 
У середині 1990-х на витоку Блакитного Нілу з Тани звели регулюючу греблю Чара-Чара, яка дозволила перетворити цю природну водойму на водосховище з корисним об’ємом 9,1 млрд м3 (коливання рівня між позначками 1784 та 1787 метрів НРМ). Первісно Тана живила лише розташовані на Блакитному Нілі гідроелеткростанції Тіс-Абай I (11,4 МВт) та Тіс-Абай II, допоки у 2010-му не ввели в експлуатацію схему, котра перекидає ресурс до Белесу.  
Дериваційна траса починається з каналу довжиною 0,8 км, який переходить у підвідний тунель довжиною 11,8 км з діаметром 7,2 метра. Далі ресурс потрапляє у підземний напірний водовід довжиною 0,34 км з діаметром 6 метрів, основним елементом якого є напірна шахта висотою 274 метра. Перед гідроагрегатами водовід розгалужується на чотири з діаметрами по 2,8 метра. В системі також працює вирівнювальний резервуар висотою 91 метр з діаметром 8 метрів.
Споруджений у підземному виконанні машинний зал має розміри 105х19 метрів при висоті 40 метрів, крім того, для розміщення трансформаторного обладнання знадобився ще один підземний зал розмірами 60х16 метрів при висоті 13 метрів. На станції встановили чотири турбіни типу Френсіс потужністю по 115 МВт, які використовують напір у 335 метрів та забезпечують виробництво 2050 млн кВт-год електроенергії на рік.
Відпрацьована вода по відвідному тунелю довжиною 7,3 км з діаметром 7,2 метра транспортується до річки Jehana, притоки Белесу.
Видача продукції відбувається по ЛЕП, розрахованій на роботу під напругою 400 кВ.
За проектом передбачається, що комплекс окрім виробництва електроенергії створить умови для зрошення 140 тисяч гектарів земель.